# Saint-Paul-d'Abbotsford
Saint-Paul-d'Abbotsford è un comune del Canada, situato nella provincia del Québec, nella regione di Montérégie.